# USS LST-659
O USS LST-659 foi um navio de guerra norte-americano da classe LST que operou durante a Segunda Guerra Mundial.